# Tres dies de Bruges-De Panne 2019
Els Tres dies de Bruges-De Panne 2019, 43a edició de la cursa ciclista Tres dies de Bruges-De Panne, es disputà el 27 de març de 2019 sobre un recorregut de 200,3 km. La cursa formava part de l'UCI Europa Tour 2019 amb una categoria 1.HC. Malgrat el nom, la cursa es desenvolupà en una sola jornada entre les viles de Bruges i De Panne.
El vencedor fou Dylan Groenewegen (Team Jumbo-Visma), que s'imposà a l'esprint a Fernando Gaviria (UAE Emirates) i Elia Viviani (Deceuninck-Quick Step), segon i tercer respectivament.

## Equips participants
24 equips van prendre part en aquesta edició, 15 World Tour i 9 equips continentals professionals.
| WorldTeams (15)- Deceuninck-Quick Step - Astana - Bora-hansgrohe - CCC Team - EF Education First - Lotto Soudal - Mitchelton-Scott - Movistar Team - Dimension Data - Team Jumbo-Visma - Katusha-Alpecin - Sky - Team Sunweb - Trek-Segafredo - UAE Team Emirates Equips continentals professionals (9)- Cofidis, Solutions Crédits - Corendon-Circus - Direct Énergie - Israel Cycling Academy - Roompot-Charles - Sport Vlaanderen-Baloise - Vital Concept-B&B Hotels - Wallonie Bruxelles - Wanty-Groupe Gobert |
| |

## Classificació final
| \| Classificació general \| Classificació general \| Classificació general \| Classificació general \| Classificació general \| \| Corredor \| Corredor \| Equip \| Temps \| \| \| --------------------- \| ----------------------- \| -------------------------- \| --------------------- \| --------------------- \| \| 1r \| Dylan Groenewegen \| Team Jumbo-Visma \| 4h 36' 32" \| \| \| 2n \| Fernando Gaviria Rendón \| UAE Team Emirates \| + 0" \| \| \| 3r \| Elia Viviani \| Deceuninck-Quick Step \| + 0" \| \| \| 4t \| Nacer Bouhanni \| Cofidis, Solutions Crédits \| + 0" \| \| \| 5è \| Justin Jules \| Wallonie Bruxelles \| + 0" \| \| \| 6è \| Kristoffer Halvorsen \| Team Sky \| + 0" \| \| \| 7è \| Jonas Van Genechten \| Vital Concept-B&B Hotels \| + 0" \| \| \| 8è \| Luka Mezgec \| Mitchelton-Scott \| + 0" \| \| \| 9è \| Giacomo Nizzolo \| Dimension Data \| + 0" \| \| \| 10è \| Mike Teunissen \| Team Jumbo-Visma \| + 0" \| \| |                         |                            |            |
| |                         |                            |            |
| Font: ProCyclingStats |                         |                            |            |
| Classificació general |                         |                            |            |
| Corredor | Corredor                | Equip                      | Temps      |
| 1r | Dylan Groenewegen       | Team Jumbo-Visma           | 4h 36' 32" |
| 2n | Fernando Gaviria Rendón | UAE Team Emirates          | + 0"       |
| 3r | Elia Viviani            | Deceuninck-Quick Step      | + 0"       |
| 4t | Nacer Bouhanni          | Cofidis, Solutions Crédits | + 0"       |
| 5è | Justin Jules            | Wallonie Bruxelles         | + 0"       |
| 6è | Kristoffer Halvorsen    | Team Sky                   | + 0"       |
| 7è | Jonas Van Genechten     | Vital Concept-B&B Hotels   | + 0"       |
| 8è | Luka Mezgec             | Mitchelton-Scott           | + 0"       |
| 9è | Giacomo Nizzolo         | Dimension Data             | + 0"       |
| 10è | Mike Teunissen          | Team Jumbo-Visma           | + 0"       |

## Llista de participants
| Deceuninck-Quick Step DQT | Deceuninck-Quick Step DQT   | Deceuninck-Quick Step DQT |
| ------------------------- | --------------------------- | ------------------------- |
| Núm                       | Ciclista                    | Pos                       |
| 1                         | Elia Viviani (ITA)          | 3r                        |
| 2                         | Kasper Asgreen (DEN)        | 69è                       |
| 3                         | Fabio Jakobsen (NED)        | 50è                       |
| 4                         | Bob Jungels (LUX) (ruta)    | 49è                       |
| 5                         | Iljo Keisse (BEL)           | 54è                       |
| 6                         | Florian Sénéchal (FRA)      | 100è                      |
| 7                         | Michael Mørkøv (DEN) (ruta) | 18è                       |

| Astana AST | Astana AST              | Astana AST |
| ---------- | ----------------------- | ---------- |
| Núm        | Ciclista                | Pos        |
| 11         | Davide Ballerini (ITA)  | 20è        |
| 12         | Jandos Bijiguitov (KAZ) | 83è        |
| 13         | Laurens De Vreese (BEL) | 62è        |
| 14         | Ievgueni Guiditx (KAZ)  | 136è       |
| 15         | Dmitri Grúzdev (KAZ)    | 43è        |
| 16         | Hugo Houle (CAN)        | 63è        |
| 17         | Manuele Boaro (ITA)     | 82è        |

| Bora-Hansgrohe BOH | Bora-Hansgrohe BOH             | Bora-Hansgrohe BOH |
| ------------------ | ------------------------------ | ------------------ |
| Núm                | Ciclista                       | Pos                |
| 21                 | Pascal Ackermann (GER) (ruta)  | 149è               |
| 22                 | Christoph Pfingsten (GER)      | 41è                |
| 23                 | Lukas Pöstlberger (AUT) (ruta) | 110è               |
| 24                 | Juraj Sagan (SVK)              | 112è               |
| 25                 | Oscar Gatto (ITA)              | DNF                |
| 26                 | Michael Schwarzmann (GER)      | 52è                |
| 27                 | Rüdiger Selig (GER)            | 53è                |

| CCC Team CPT | CCC Team CPT                   | CCC Team CPT |
| ------------ | ------------------------------ | ------------ |
| Núm          | Ciclista                       | Pos          |
| 31           | Paweł Bernas (POL)             | 73è          |
| 32           | Kamil Gradek (POL)             | 27è          |
| 33           | Jakub Mareczko (ITA)           | 24è          |
| 34           | Szymon Sajnok (POL)            | 45è          |
| 35           | Jonas Koch (GER)               | 35è          |
| 36           | Serge Pauwels (BEL)            | 130è         |
| 37           | Guillaume Van Keirsbulck (BEL) | 44è          |

| EF Education First EF1 | EF Education First EF1    | EF Education First EF1 |
| ---------------------- | ------------------------- | ---------------------- |
| Núm                    | Ciclista                  | Pos                    |
| 41                     | Logan Owen (USA)          | 61è                    |
| 42                     | Mitchell Docker (AUS)     | 107è                   |
| 43                     | Moreno Hofland (NED)      | 118è                   |
| 44                     | Sebastian Langeveld (NED) | 108è                   |
| 45                     | Daniel McLay (GBR)        | 70è                    |
| 46                     | Taylor Phinney (USA)      | DNF                    |
| 47                     | Julius van den Berg (NED) | 117è                   |

| Lotto-Soudal LTS | Lotto-Soudal LTS            | Lotto-Soudal LTS |
| ---------------- | --------------------------- | ---------------- |
| Núm              | Ciclista                    | Pos              |
| 51               | Jens Keukeleire (BEL)       | 123è             |
| 52               | Rasmus Byriel Iversen (DEN) | DNF              |
| 53               | Adam Blythe (GBR)           | 51è              |
| 54               | Stan Dewulf (BEL)           | 97è              |
| 55               | Frederik Frison (BEL)       | 103è             |
| 56               | Lawrence Naesen (BEL)       | 14è              |
| 57               | Enzo Wouters (BEL)          | 128è             |

| Mitchelton-Scott MTS | Mitchelton-Scott MTS      | Mitchelton-Scott MTS |
| -------------------- | ------------------------- | -------------------- |
| Núm                  | Ciclista                  | Pos                  |
| 61                   | Jack Bauer (NZL)          | 29è                  |
| 62                   | Edoardo Affini (ITA)      | 109è                 |
| 63                   | Luke Durbridge (AUS)      | DNF                  |
| 64                   | Alexander Edmondson (AUS) | NP                   |
| 65                   | Michael Hepburn (AUS)     | 122è                 |
| 66                   | Luka Mezgec (SLO)         | 8è                   |
| 67                   | Callum Scotson (AUS)      | DNF                  |

| Movistar Team MOV | Movistar Team MOV            | Movistar Team MOV |
| ----------------- | ---------------------------- | ----------------- |
| Núm               | Ciclista                     | Pos               |
| 71                | Jürgen Roelandts (BEL)       | 102è              |
| 72                | Jorge Arcas (ESP)            | 56è               |
| 73                | Carlos Barbero Cuesta (ESP)  | 85è               |
| 74                | Héctor Carretero Milla (ESP) | DNF               |
| 75                | Jaime Castrillo (ESP)        | 89è               |
| 76                | José Joaquín Rojas Gil (ESP) | 154è              |
| 77                | Jasha Sütterlin (GER)        | 42è               |

| Dimension Data TDD | Dimension Data TDD                | Dimension Data TDD |
| ------------------ | --------------------------------- | ------------------ |
| Núm                | Ciclista                          | Pos                |
| 81                 | Jay Robert Thomson (RSA)          | 90è                |
| 82                 | Lars Ytting Bak (DEN)             | 129è               |
| 83                 | Mark Renshaw (AUS)                | 116è               |
| 84                 | Reinardt Janse van Rensburg (RSA) | 25è                |
| 85                 | Giacomo Nizzolo (ITA)             | 9è                 |
| 86                 | Rasmus Tiller (NOR)               | 153è               |
| 87                 | Jacobus Venter (RSA)              | 59è                |

| Team Jumbo-Visma TJV | Team Jumbo-Visma TJV        | Team Jumbo-Visma TJV |
| -------------------- | --------------------------- | -------------------- |
| Núm                  | Ciclista                    | Pos                  |
| 91                   | Pascal Eenkhoorn (NED)      | 143è                 |
| 92                   | Amund Grøndahl Jansen (NOR) | 31è                  |
| 93                   | Dylan Groenewegen (NED)     | 1r                   |
| 94                   | Taco van der Hoorn (NED)    | 88è                  |
| 95                   | Mike Teunissen (NED)        | 10è                  |
| 96                   | Danny van Poppel (NED)      | 39è                  |
| 97                   | Maarten Wynants (BEL)       | 67è                  |

| Katusha-Alpecin TKA | Katusha-Alpecin TKA        | Katusha-Alpecin TKA |
| ------------------- | -------------------------- | ------------------- |
| Núm                 | Ciclista                   | Pos                 |
| 101                 | Marcel Kittel (GER)        | 30è                 |
| 102                 | Willie Smit (RSA)          | 79è                 |
| 103                 | Jens Debusschere (BEL)     | 71è                 |
| 104                 | Marco Haller (AUT)         | 47è                 |
| 105                 | Reto Hollenstein (SUI)     | 60è                 |
| 106                 | Viatxeslav Kuznetsov (RUS) | 72è                 |
| 107                 | Harry Tanfield (GBR)       | 144è                |

| Team Sky SKY | Team Sky SKY               | Team Sky SKY |
| ------------ | -------------------------- | ------------ |
| Núm          | Ciclista                   | Pos          |
| 111          | Leonardo Basso (ITA)       | 132è         |
| 112          | Owain Doull (GBR)          | 34è          |
| 113          | Filippo Ganna (ITA)        | 38è          |
| 114          | Kristoffer Halvorsen (NOR) | 6è           |
| 115          | Christopher Lawless (GBR)  | 152è         |
| 116          | Gianni Moscon (ITA)        | 131è         |
| 117          | Ian Stannard (GBR)         | 133è         |

| Team Sunweb SUN | Team Sunweb SUN              | Team Sunweb SUN |
| --------------- | ---------------------------- | --------------- |
| Núm             | Ciclista                     | Pos             |
| 121             | Chad Haga (USA)              | 91è             |
| 122             | Cees Bol (NED)               | 11è             |
| 123             | Roy Curvers (NED)            | 40è             |
| 124             | Florian Stork (GER)          | 87è             |
| 125             | Asbjørn Kragh Andersen (DEN) | 46è             |
| 126             | Johannes Fröhlinger (GER)    | DNF             |
| 127             | Max Walscheid (GER)          | 23è             |

| Trek-Segafredo TFS | Trek-Segafredo TFS     | Trek-Segafredo TFS |
| ------------------ | ---------------------- | ------------------ |
| Núm                | Ciclista               | Pos                |
| 131                | Kiel Reijnen (USA)     | 146è               |
| 132                | Alex Frame (NZL)       | DNF                |
| 133                | Alex Kirsch (LUX)      | 57è                |
| 134                | Ryan Mullen (IRL)      | 151è               |
| 135                | Mads Pedersen (DEN)    | 145è               |
| 136                | Matteo Moschetti (ITA) | 148è               |
| 137                | Edward Theuns (BEL)    | 84è                |

| UAE Team Emirates UAD | UAE Team Emirates UAD             | UAE Team Emirates UAD |
| --------------------- | --------------------------------- | --------------------- |
| Núm                   | Ciclista                          | Pos                   |
| 141                   | Fernando Gaviria Rendón (COL)     | 2n                    |
| 142                   | Tom Bohli (SUI)                   | 127è                  |
| 143                   | Simone Consonni (ITA)             | 141è                  |
| 144                   | Roberto Ferrari (ITA)             | 68è                   |
| 145                   | Vegard Stake Laengen (NOR) (ruta) | DNF                   |
| 146                   | Ivo Oliveira (POR)                | 142è                  |
| 147                   | Oliviero Troia (ITA)              | 37è                   |

| Cofidis, Solutions Crédits COF | Cofidis, Solutions Crédits COF | Cofidis, Solutions Crédits COF |
| ------------------------------ | ------------------------------ | ------------------------------ |
| Núm                            | Ciclista                       | Pos                            |
| 152                            | Filippo Fortin (ITA)           | 111è                           |
| 153                            | Nacer Bouhanni (FRA)           | 4t                             |
| 154                            | Zico Waeytens (BEL)            | 94è                            |
| 155                            | Marco Mathis (GER)             | 150è                           |
| 156                            | Bert Van Lerberghe (BEL)       | 33è                            |
| 157                            | Kenneth Vanbilsen (BEL)        | 32è                            |

| Corendon-Circus COC | Corendon-Circus COC       | Corendon-Circus COC |
| ------------------- | ------------------------- | ------------------- |
| Núm                 | Ciclista                  | Pos                 |
| 161                 | Dries De Bondt (BEL)      | 74è                 |
| 162                 | Stijn Devolder (BEL)      | 80è                 |
| 163                 | Lasse Norman Hansen (DEN) | 95è                 |
| 164                 | Roy Jans (BEL)            | 15è                 |
| 165                 | Jimmy Janssens (BEL)      | 48è                 |
| 166                 | Maarten van Trijp (NED)   | 120è                |
| 167                 | Otto Vergaerde (BEL)      | 36è                 |

| Direct Énergie TDE | Direct Énergie TDE       | Direct Énergie TDE |
| ------------------ | ------------------------ | ------------------ |
| Núm                | Ciclista                 | Pos                |
| 171                | Mathieu Burgaudeau (FRA) | 86è                |
| 172                | Romain Cardis (FRA)      | 77è                |
| 173                | Damien Gaudin (FRA)      | 139è               |
| 174                | Angélo Tulik (FRA)       | 64è                |
| 175                | Adrien Petit (FRA)       | 26è                |
| 176                | Alexandre Pichot (FRA)   | 101è               |
| 177                | Simon Sellier (FRA)      | 78è                |

| Israel Cycling Academy ICA | Israel Cycling Academy ICA | Israel Cycling Academy ICA |
| -------------------------- | -------------------------- | -------------------------- |
| Núm                        | Ciclista                   | Pos                        |
| 181                        | Clément Carisey (FRA)      | DNF                        |
| 182                        | Rudy Barbier (FRA)         | 124è                       |
| 183                        | Sondre Holst Enger (NOR)   | 119è                       |
| 184                        | Zakkari Dempster (AUS)     | 155è                       |
| 185                        | Guillaume Boivin (CAN)     | 28è                        |
| 186                        | Mihkel Räim (EST)          | 17è                        |
| 187                        | Tom Van Asbroeck (BEL)     | 121è                       |

| Roompot-Charles ROC | Roompot-Charles ROC       | Roompot-Charles ROC |
| ------------------- | ------------------------- | ------------------- |
| Núm                 | Ciclista                  | Pos                 |
| 191                 | Lars Boom (NED)           | DNF                 |
| 192                 | Senne Leysen (BEL)        | 92è                 |
| 193                 | Stijn Steels (BEL)        | 114è                |
| 194                 | Justin Timmermans (NED)   | 81è                 |
| 195                 | Boy van Poppel (NED)      | 12è                 |
| 196                 | Jesper Asselman (NED)     | 140è                |
| 197                 | Michael Van Staeyen (BEL) | 21è                 |

| Sport Vlaanderen-Baloise SVB | Sport Vlaanderen-Baloise SVB | Sport Vlaanderen-Baloise SVB |
| ---------------------------- | ---------------------------- | ---------------------------- |
| Núm                          | Ciclista                     | Pos                          |
| 201                          | Robbe Ghys (BEL)             | 104è                         |
| 202                          | Milan Menten (BEL)           | 19è                          |
| 203                          | Jordi Warlop (BEL)           | 66è                          |
| 204                          | Preben Van Hecke (BEL)       | 106è                         |
| 205                          | Kenneth Van Rooy (BEL)       | 58è                          |
| 206                          | Sasha Weemaes (BEL)          | 105è                         |
| 207                          | Thimo Willems (BEL)          | 147è                         |

| Vital Concept-B&B Hotels VCB | Vital Concept-B&B Hotels VCB | Vital Concept-B&B Hotels VCB |
| ---------------------------- | ---------------------------- | ---------------------------- |
| Núm                          | Ciclista                     | Pos                          |
| 211                          | Kris Boeckmans (BEL)         | 22è                          |
| 212                          | Bryan Coquard (FRA)          | 65è                          |
| 213                          | Bert De Backer (BEL)         | 126è                         |
| 214                          | Adrien Garel (FRA)           | 93è                          |
| 215                          | Julien Morice (FRA)          | 96è                          |
| 216                          | Jimmy Turgis (FRA)           | 75è                          |
| 217                          | Jonas Van Genechten (BEL)    | 7è                           |

| Wallonie Bruxelles WVA | Wallonie Bruxelles WVA    | Wallonie Bruxelles WVA |
| ---------------------- | ------------------------- | ---------------------- |
| Núm                    | Ciclista                  | Pos                    |
| 221                    | Kenny Dehaes (BEL)        | 137è                   |
| 222                    | Justin Jules (FRA)        | 5è                     |
| 223                    | Aksel Nõmmela (EST)       | 16è                    |
| 224                    | Baptiste Planckaert (BEL) | 138è                   |
| 225                    | Mathijs Paasschens (NED)  | 99è                    |
| 226                    | Franklin Six (BEL)        | 98è                    |
| 227                    | Tom Wirtgen (LUX)         | 125è                   |

| Wanty-Gobert WGG | Wanty-Gobert WGG           | Wanty-Gobert WGG |
| ---------------- | -------------------------- | ---------------- |
| Núm              | Ciclista                   | Pos              |
| 231              | Timothy Dupont (BEL)       | 76è              |
| 232              | Alfdan De Decker (BEL)     | 115è             |
| 233              | Tom Devriendt (BEL)        | 135è             |
| 234              | Andrea Pasqualon (ITA)     | 13è              |
| 235              | Wesley Kreder (NED)        | 134è             |
| 236              | Boris Vallée (BEL)         | 55è              |
| 237              | Pieter Vanspeybrouck (BEL) | 113è             |

| Deceuninck-Quick Step DQT | Deceuninck-Quick Step DQT   | Deceuninck-Quick Step DQT |
| ------------------------- | --------------------------- | ------------------------- |
| Núm                       | Ciclista                    | Pos                       |
| 1                         | Elia Viviani (ITA)          | 3r                        |
| 2                         | Kasper Asgreen (DEN)        | 69è                       |
| 3                         | Fabio Jakobsen (NED)        | 50è                       |
| 4                         | Bob Jungels (LUX) (ruta)    | 49è                       |
| 5                         | Iljo Keisse (BEL)           | 54è                       |
| 6                         | Florian Sénéchal (FRA)      | 100è                      |
| 7                         | Michael Mørkøv (DEN) (ruta) | 18è                       |

| Astana AST | Astana AST              | Astana AST |
| ---------- | ----------------------- | ---------- |
| Núm        | Ciclista                | Pos        |
| 11         | Davide Ballerini (ITA)  | 20è        |
| 12         | Jandos Bijiguitov (KAZ) | 83è        |
| 13         | Laurens De Vreese (BEL) | 62è        |
| 14         | Ievgueni Guiditx (KAZ)  | 136è       |
| 15         | Dmitri Grúzdev (KAZ)    | 43è        |
| 16         | Hugo Houle (CAN)        | 63è        |
| 17         | Manuele Boaro (ITA)     | 82è        |

| Bora-Hansgrohe BOH | Bora-Hansgrohe BOH             | Bora-Hansgrohe BOH |
| ------------------ | ------------------------------ | ------------------ |
| Núm                | Ciclista                       | Pos                |
| 21                 | Pascal Ackermann (GER) (ruta)  | 149è               |
| 22                 | Christoph Pfingsten (GER)      | 41è                |
| 23                 | Lukas Pöstlberger (AUT) (ruta) | 110è               |
| 24                 | Juraj Sagan (SVK)              | 112è               |
| 25                 | Oscar Gatto (ITA)              | DNF                |
| 26                 | Michael Schwarzmann (GER)      | 52è                |
| 27                 | Rüdiger Selig (GER)            | 53è                |

| CCC Team CPT | CCC Team CPT                   | CCC Team CPT |
| ------------ | ------------------------------ | ------------ |
| Núm          | Ciclista                       | Pos          |
| 31           | Paweł Bernas (POL)             | 73è          |
| 32           | Kamil Gradek (POL)             | 27è          |
| 33           | Jakub Mareczko (ITA)           | 24è          |
| 34           | Szymon Sajnok (POL)            | 45è          |
| 35           | Jonas Koch (GER)               | 35è          |
| 36           | Serge Pauwels (BEL)            | 130è         |
| 37           | Guillaume Van Keirsbulck (BEL) | 44è          |

| EF Education First EF1 | EF Education First EF1    | EF Education First EF1 |
| ---------------------- | ------------------------- | ---------------------- |
| Núm                    | Ciclista                  | Pos                    |
| 41                     | Logan Owen (USA)          | 61è                    |
| 42                     | Mitchell Docker (AUS)     | 107è                   |
| 43                     | Moreno Hofland (NED)      | 118è                   |
| 44                     | Sebastian Langeveld (NED) | 108è                   |
| 45                     | Daniel McLay (GBR)        | 70è                    |
| 46                     | Taylor Phinney (USA)      | DNF                    |
| 47                     | Julius van den Berg (NED) | 117è                   |

| Lotto-Soudal LTS | Lotto-Soudal LTS            | Lotto-Soudal LTS |
| ---------------- | --------------------------- | ---------------- |
| Núm              | Ciclista                    | Pos              |
| 51               | Jens Keukeleire (BEL)       | 123è             |
| 52               | Rasmus Byriel Iversen (DEN) | DNF              |
| 53               | Adam Blythe (GBR)           | 51è              |
| 54               | Stan Dewulf (BEL)           | 97è              |
| 55               | Frederik Frison (BEL)       | 103è             |
| 56               | Lawrence Naesen (BEL)       | 14è              |
| 57               | Enzo Wouters (BEL)          | 128è             |

| Mitchelton-Scott MTS | Mitchelton-Scott MTS      | Mitchelton-Scott MTS |
| -------------------- | ------------------------- | -------------------- |
| Núm                  | Ciclista                  | Pos                  |
| 61                   | Jack Bauer (NZL)          | 29è                  |
| 62                   | Edoardo Affini (ITA)      | 109è                 |
| 63                   | Luke Durbridge (AUS)      | DNF                  |
| 64                   | Alexander Edmondson (AUS) | NP                   |
| 65                   | Michael Hepburn (AUS)     | 122è                 |
| 66                   | Luka Mezgec (SLO)         | 8è                   |
| 67                   | Callum Scotson (AUS)      | DNF                  |

| Movistar Team MOV | Movistar Team MOV            | Movistar Team MOV |
| ----------------- | ---------------------------- | ----------------- |
| Núm               | Ciclista                     | Pos               |
| 71                | Jürgen Roelandts (BEL)       | 102è              |
| 72                | Jorge Arcas (ESP)            | 56è               |
| 73                | Carlos Barbero Cuesta (ESP)  | 85è               |
| 74                | Héctor Carretero Milla (ESP) | DNF               |
| 75                | Jaime Castrillo (ESP)        | 89è               |
| 76                | José Joaquín Rojas Gil (ESP) | 154è              |
| 77                | Jasha Sütterlin (GER)        | 42è               |

| Dimension Data TDD | Dimension Data TDD                | Dimension Data TDD |
| ------------------ | --------------------------------- | ------------------ |
| Núm                | Ciclista                          | Pos                |
| 81                 | Jay Robert Thomson (RSA)          | 90è                |
| 82                 | Lars Ytting Bak (DEN)             | 129è               |
| 83                 | Mark Renshaw (AUS)                | 116è               |
| 84                 | Reinardt Janse van Rensburg (RSA) | 25è                |
| 85                 | Giacomo Nizzolo (ITA)             | 9è                 |
| 86                 | Rasmus Tiller (NOR)               | 153è               |
| 87                 | Jacobus Venter (RSA)              | 59è                |

| Team Jumbo-Visma TJV | Team Jumbo-Visma TJV        | Team Jumbo-Visma TJV |
| -------------------- | --------------------------- | -------------------- |
| Núm                  | Ciclista                    | Pos                  |
| 91                   | Pascal Eenkhoorn (NED)      | 143è                 |
| 92                   | Amund Grøndahl Jansen (NOR) | 31è                  |
| 93                   | Dylan Groenewegen (NED)     | 1r                   |
| 94                   | Taco van der Hoorn (NED)    | 88è                  |
| 95                   | Mike Teunissen (NED)        | 10è                  |
| 96                   | Danny van Poppel (NED)      | 39è                  |
| 97                   | Maarten Wynants (BEL)       | 67è                  |

| Katusha-Alpecin TKA | Katusha-Alpecin TKA        | Katusha-Alpecin TKA |
| ------------------- | -------------------------- | ------------------- |
| Núm                 | Ciclista                   | Pos                 |
| 101                 | Marcel Kittel (GER)        | 30è                 |
| 102                 | Willie Smit (RSA)          | 79è                 |
| 103                 | Jens Debusschere (BEL)     | 71è                 |
| 104                 | Marco Haller (AUT)         | 47è                 |
| 105                 | Reto Hollenstein (SUI)     | 60è                 |
| 106                 | Viatxeslav Kuznetsov (RUS) | 72è                 |
| 107                 | Harry Tanfield (GBR)       | 144è                |

| Team Sky SKY | Team Sky SKY               | Team Sky SKY |
| ------------ | -------------------------- | ------------ |
| Núm          | Ciclista                   | Pos          |
| 111          | Leonardo Basso (ITA)       | 132è         |
| 112          | Owain Doull (GBR)          | 34è          |
| 113          | Filippo Ganna (ITA)        | 38è          |
| 114          | Kristoffer Halvorsen (NOR) | 6è           |
| 115          | Christopher Lawless (GBR)  | 152è         |
| 116          | Gianni Moscon (ITA)        | 131è         |
| 117          | Ian Stannard (GBR)         | 133è         |

| Team Sunweb SUN | Team Sunweb SUN              | Team Sunweb SUN |
| --------------- | ---------------------------- | --------------- |
| Núm             | Ciclista                     | Pos             |
| 121             | Chad Haga (USA)              | 91è             |
| 122             | Cees Bol (NED)               | 11è             |
| 123             | Roy Curvers (NED)            | 40è             |
| 124             | Florian Stork (GER)          | 87è             |
| 125             | Asbjørn Kragh Andersen (DEN) | 46è             |
| 126             | Johannes Fröhlinger (GER)    | DNF             |
| 127             | Max Walscheid (GER)          | 23è             |

| Trek-Segafredo TFS | Trek-Segafredo TFS     | Trek-Segafredo TFS |
| ------------------ | ---------------------- | ------------------ |
| Núm                | Ciclista               | Pos                |
| 131                | Kiel Reijnen (USA)     | 146è               |
| 132                | Alex Frame (NZL)       | DNF                |
| 133                | Alex Kirsch (LUX)      | 57è                |
| 134                | Ryan Mullen (IRL)      | 151è               |
| 135                | Mads Pedersen (DEN)    | 145è               |
| 136                | Matteo Moschetti (ITA) | 148è               |
| 137                | Edward Theuns (BEL)    | 84è                |

| UAE Team Emirates UAD | UAE Team Emirates UAD             | UAE Team Emirates UAD |
| --------------------- | --------------------------------- | --------------------- |
| Núm                   | Ciclista                          | Pos                   |
| 141                   | Fernando Gaviria Rendón (COL)     | 2n                    |
| 142                   | Tom Bohli (SUI)                   | 127è                  |
| 143                   | Simone Consonni (ITA)             | 141è                  |
| 144                   | Roberto Ferrari (ITA)             | 68è                   |
| 145                   | Vegard Stake Laengen (NOR) (ruta) | DNF                   |
| 146                   | Ivo Oliveira (POR)                | 142è                  |
| 147                   | Oliviero Troia (ITA)              | 37è                   |

| Cofidis, Solutions Crédits COF | Cofidis, Solutions Crédits COF | Cofidis, Solutions Crédits COF |
| ------------------------------ | ------------------------------ | ------------------------------ |
| Núm                            | Ciclista                       | Pos                            |
| 152                            | Filippo Fortin (ITA)           | 111è                           |
| 153                            | Nacer Bouhanni (FRA)           | 4t                             |
| 154                            | Zico Waeytens (BEL)            | 94è                            |
| 155                            | Marco Mathis (GER)             | 150è                           |
| 156                            | Bert Van Lerberghe (BEL)       | 33è                            |
| 157                            | Kenneth Vanbilsen (BEL)        | 32è                            |

| Corendon-Circus COC | Corendon-Circus COC       | Corendon-Circus COC |
| ------------------- | ------------------------- | ------------------- |
| Núm                 | Ciclista                  | Pos                 |
| 161                 | Dries De Bondt (BEL)      | 74è                 |
| 162                 | Stijn Devolder (BEL)      | 80è                 |
| 163                 | Lasse Norman Hansen (DEN) | 95è                 |
| 164                 | Roy Jans (BEL)            | 15è                 |
| 165                 | Jimmy Janssens (BEL)      | 48è                 |
| 166                 | Maarten van Trijp (NED)   | 120è                |
| 167                 | Otto Vergaerde (BEL)      | 36è                 |

| Direct Énergie TDE | Direct Énergie TDE       | Direct Énergie TDE |
| ------------------ | ------------------------ | ------------------ |
| Núm                | Ciclista                 | Pos                |
| 171                | Mathieu Burgaudeau (FRA) | 86è                |
| 172                | Romain Cardis (FRA)      | 77è                |
| 173                | Damien Gaudin (FRA)      | 139è               |
| 174                | Angélo Tulik (FRA)       | 64è                |
| 175                | Adrien Petit (FRA)       | 26è                |
| 176                | Alexandre Pichot (FRA)   | 101è               |
| 177                | Simon Sellier (FRA)      | 78è                |

| Israel Cycling Academy ICA | Israel Cycling Academy ICA | Israel Cycling Academy ICA |
| -------------------------- | -------------------------- | -------------------------- |
| Núm                        | Ciclista                   | Pos                        |
| 181                        | Clément Carisey (FRA)      | DNF                        |
| 182                        | Rudy Barbier (FRA)         | 124è                       |
| 183                        | Sondre Holst Enger (NOR)   | 119è                       |
| 184                        | Zakkari Dempster (AUS)     | 155è                       |
| 185                        | Guillaume Boivin (CAN)     | 28è                        |
| 186                        | Mihkel Räim (EST)          | 17è                        |
| 187                        | Tom Van Asbroeck (BEL)     | 121è                       |

| Roompot-Charles ROC | Roompot-Charles ROC       | Roompot-Charles ROC |
| ------------------- | ------------------------- | ------------------- |
| Núm                 | Ciclista                  | Pos                 |
| 191                 | Lars Boom (NED)           | DNF                 |
| 192                 | Senne Leysen (BEL)        | 92è                 |
| 193                 | Stijn Steels (BEL)        | 114è                |
| 194                 | Justin Timmermans (NED)   | 81è                 |
| 195                 | Boy van Poppel (NED)      | 12è                 |
| 196                 | Jesper Asselman (NED)     | 140è                |
| 197                 | Michael Van Staeyen (BEL) | 21è                 |

| Sport Vlaanderen-Baloise SVB | Sport Vlaanderen-Baloise SVB | Sport Vlaanderen-Baloise SVB |
| ---------------------------- | ---------------------------- | ---------------------------- |
| Núm                          | Ciclista                     | Pos                          |
| 201                          | Robbe Ghys (BEL)             | 104è                         |
| 202                          | Milan Menten (BEL)           | 19è                          |
| 203                          | Jordi Warlop (BEL)           | 66è                          |
| 204                          | Preben Van Hecke (BEL)       | 106è                         |
| 205                          | Kenneth Van Rooy (BEL)       | 58è                          |
| 206                          | Sasha Weemaes (BEL)          | 105è                         |
| 207                          | Thimo Willems (BEL)          | 147è                         |

| Vital Concept-B&B Hotels VCB | Vital Concept-B&B Hotels VCB | Vital Concept-B&B Hotels VCB |
| ---------------------------- | ---------------------------- | ---------------------------- |
| Núm                          | Ciclista                     | Pos                          |
| 211                          | Kris Boeckmans (BEL)         | 22è                          |
| 212                          | Bryan Coquard (FRA)          | 65è                          |
| 213                          | Bert De Backer (BEL)         | 126è                         |
| 214                          | Adrien Garel (FRA)           | 93è                          |
| 215                          | Julien Morice (FRA)          | 96è                          |
| 216                          | Jimmy Turgis (FRA)           | 75è                          |
| 217                          | Jonas Van Genechten (BEL)    | 7è                           |

| Wallonie Bruxelles WVA | Wallonie Bruxelles WVA    | Wallonie Bruxelles WVA |
| ---------------------- | ------------------------- | ---------------------- |
| Núm                    | Ciclista                  | Pos                    |
| 221                    | Kenny Dehaes (BEL)        | 137è                   |
| 222                    | Justin Jules (FRA)        | 5è                     |
| 223                    | Aksel Nõmmela (EST)       | 16è                    |
| 224                    | Baptiste Planckaert (BEL) | 138è                   |
| 225                    | Mathijs Paasschens (NED)  | 99è                    |
| 226                    | Franklin Six (BEL)        | 98è                    |
| 227                    | Tom Wirtgen (LUX)         | 125è                   |

| Wanty-Gobert WGG | Wanty-Gobert WGG           | Wanty-Gobert WGG |
| ---------------- | -------------------------- | ---------------- |
| Núm              | Ciclista                   | Pos              |
| 231              | Timothy Dupont (BEL)       | 76è              |
| 232              | Alfdan De Decker (BEL)     | 115è             |
| 233              | Tom Devriendt (BEL)        | 135è             |
| 234              | Andrea Pasqualon (ITA)     | 13è              |
| 235              | Wesley Kreder (NED)        | 134è             |
| 236              | Boris Vallée (BEL)         | 55è              |
| 237              | Pieter Vanspeybrouck (BEL) | 113è             |